# Demmin
Demmin (IPA dɛˈmiːn) er en by og kommune i det nordøstlige Tyskland, beliggende under Landkreis Mecklenburgische Seenplatte i delstaten Mecklenburg-Vorpommern.
Demmin ligger i det Vorpommerske lavland ved sammenløbet af floderne Peene, Tollense og Trebel. Man kan sejle til Kummerower See og Stettiner Haff, og der er cykel- og vandreruter til Neubrandenburg.
Til 2011 var Demmin administrationsby i Landkreis Demmin.
- Wikimedia Commons har flere filer relateret til Demmin